# Giuseppe Fallacara
Giuseppe Fallacara (Bitonto, 17 dicembre 1973) è un architetto, dottore di ricerca e professore ordinario di progettazione architettonica italiano; La sua sperimentazione si concentra sulla disciplina della stereotomia.
È autore di articoli scientifici e monografie sul progetto contemporaneo e sulla didattica della stereotomia, nonché progettista di prototipi architettonici pubblicati ed esposti in mostre come il Marmomac di Verona e la Biennale di Architettura di Venezia. È visiting professor presso il NUST MISIS (National University of Science and Technology) di Mosca dal 2016 e presso il New York Institute of Technology (NYIT) School of Architecture & Design da novembre del 2017 ad ottobre 2018, portando avanti temi di ricerca sulla fabbricazione digitale, sul design architettonico e stereotomico.

## Biografia
Si laurea in architettura nel 2000, presso il Politecnico di Bari, con una tesi sui nodi tettonici lignei nell'architettura ungherese, lavoro correlato dal prof. Claudio D'Amato Guerrieri. Sempre presso il Politecnico di Bari conseguirà il titolo di Dottore di Ricerca in progettazione architettonica nel 2004.
Dopo un assegno di ricerca, diventa prima ricercatore universitario presso il Politecnico di Bari e successivamente ricercatore associato al dipartimento GSA Géométrie Structure Architecture dell’École Nationale Supérieure d’Architecture Paris-Malaquais.
Dal 2020 ricopre l'incarico di professore ordinario in Progettazione Architettonica presso il Dipartimento di Architettura, Costruzione e Design (ArCoD) del Politecnico di Bari, e dal 2022 è anche coordinatore del corso del dottorato di ricerca "Progetto per il Patrimonio: Conoscenza, Tradizione e Innovazione" nello stesso dipartimento.

## Carriera
Dal 2005, Giuseppe Fallacara espone annualmente alla Fiera Internazionale del Marmo Marmomac a Verona, coordinata da Vincenzo Pavan, partecipando ogni anno con architetture sperimentali. Curerà la mostra "L'arte della stereotomia: i Compagnons du devoir e le meraviglie della costruzione in pietra" nel 2005.
Nel 2006 è impegnato nella prima delle sue esposizioni presso la X Mostra Internazionale di Architettura alla Biennale di Venezia. Sarà infatti invitato ad esporre nel Padiglione Italiano a cura di Franco Purini il suo progetto delle strutture ricettive del lago di Vema, "Lago_Rgone". Espone anche alla mostra "Città di Pietra" della stessa edizione della Biennale, curata da Claudio d'Amato Guerrieri.
A Troyes, a partire dal 2008 progetta e realizza nel 2016 gli SNBR Bureaux per l'omonima società, specializzata nel restauro e nella realizzazione di manufatti in pietra attraverso lavorazione con macchine a controllo numerico. L’edificio è concepito come una grande copertura, sotto cui organizzare liberamente il programma funzionale, in sintonia con il genius loci della campagna francese disseminata di tetti a doppia falda inclinata, utilizzando la logica degli archi diaframma disposti su piani paralleli. Partendo quindi dall'arco diaframma e impiegando per la realizzazione macchine a controllo numerico, è stato sviluppato il progetto. A sostenere la grande copertura sono presenti quattro archi in pietra, con luce pari a 16 metri ed un’altezza in chiave di 6 metri (intradosso), quindi dalle proporzioni molto ribassate. Gli archi si impostano su otto piedritti in cemento armato, che li sollevano dal piano di calpestio di circa 1,8 metri, rendendo così fruibile l’area sottostante. Successivamente, di fronte all'ingresso principale, verrà costruita la Hypargate, primo paraboloide iperbolico discretizzato fatto in pietra.
Fonda il New Fundamental Research Group nel 2016, team di ricerca composto da architetti e accademici italiani e affiliato al Politecnico di Bari, e il corso di Perfezionamento "CESAR", Corso di Alta Formazione Applicata in Architettura e Restauro presso il DICAR del Politecnico di Bari.
Alla Fiera di Rocalia a Lione, nel dicembre del 2019, Giuseppe Fallacara progetta, costruisce ed espone una "Acoustic Shell" fatta interamente di esagoni di pietra.
Nel 2021 partecipa al seminario online intitolato "Space Architecture: an enabler for the Space Resources industry" a seguito della ricerca condotta con la tesi di laurea in Space Architecture su Marte da lui correlata, "Hive Mars". L'indagine sulla Space Architecture vedrà un seguito con la tesi di laurea "GraLunar", questa volta incentrata sulle possibilità di insediamenti umani futuri sul pianeta lunare.
Nel 2021 sarà invitato da Alessandro Melis, curatore del Padiglione Italia 2021 alla Biennale di Venezia, a partecipare alla mostra del Padiglione Italia con un’opera allestita nell’area espositiva del Giardino delle Vergini in occasione della Biennale di Architettura di Venezia 2021, la "Porzione d'Infinito".
Con Domenico Potenza è direttore artistico dell'esposizione "Marmomac meets Academies" per il Marmomac di Verona 2022.
Nel 2023 diventa direttore artistico unico della mostra per la formazione accademica "Marmomac meets Academies", presso il Marmomac di Verona, coinvolgendo università e centri di ricerca italiani ed esteri in un'esposizione, affrontando temi quali l'uso della pietra sottile, ricomposta o stampata in 3D fino alla pietra ottimizzata strutturalmente, per un uso ecologico della materia litica.

## Opere principali

### Prototipi
- Escalier Ridolfi, scala elicoidale precompressa, 2005[16]
- Portale Abeille, volta a botte a conci intrecciati e interconnessi, con Claudio D’Amato Guerrieri, Venezia, 2006[17]
- Albero Litico, con SNBR, Marmomac Verona, 2013[18]
- Ponte Flex, con Marco Stigliano, Marmomac Verona, 2013[19]
- Möbius, seats/furniture – Stone and carbon fiber, Verona, 2016[20]
- Hyparvault, con SNBR, Troyes, 2017
- Lapella, con Maurizio Barberio, Zaha Hadid Architects, 2018[21]
- Acoustic Shell, con NFRG e Les Compagnons du Devoir, Lyon, 2019[22]

### Architetture
- Domus Benedictæ, (Villa unifamiliare), Corato, 2007-2009[23]
- Chiesa dei Santi Martiri di Abitenæ, Progetto pubblicato ed esposto alla Triennale di Milano 2005, Bitonto, 2000-2011
- SNBR Bureaux, Troyes, 2008-2016
- Ecodomus, con NFRG, Termini Imerese, 2016[24]

## Pubblicazioni
- (IT) Giuseppe Fallacara e Claudio D'Amato Guerrieri, L’Arte della Stereotomia: i Compagnons du Devoir e le meraviglie della costruzione in pietra (PDF), Parigi, Librairie du Compagnonagge, 2005.
- (IT) Giuseppe Fallacara, Verso una progettazione stereotomica: nozioni di stereotomia, stereotomia digitale e trasformazioni topologiche: ragionamenti intorno alla costruzione della forma, Roma, Aracne, 2007, ISBN 978-88-548-1228-4.
- Giuseppe Fallacara, Richard Etlin e Luc Tamborero, Plaited Stereotomy: Stone Vaults for the Modern World (PDF), Roma, Aracne, 2008.
- (IT) Giuseppe Fallacara, Domus Benedictae: villa unifamiliare a Corato, Bari, Poliba Press | Arti grafiche Favia, 2010, ISBN 978-88-95612-43-0.
- (IT) Giuseppe Fallacara e Ubaldo Occhinegro, Castel del Monte: nuova ipotesi comparata sull'identità del monumento, 1ª ed., Bari, Poliba Press | Arti grafiche Favia, 2011, ISBN 978-88-95612-81-2.

- (IT) Giuseppe Fallacara, Nota sulle torri campanarie lignee nell'architettura tradizionale ungherese (PDF), Roma, Aracne, 2011, ISBN 978-88-548-4467-4.
- (IT) Giuseppe Fallacara e Ubaldo Occhinegro, Castel del Monte: nuova ipotesi comparata sull'identità del monumento, 2ª ed., Roma, Gangemi, 2012.
- (IT) Giuseppe Fallacara, Stereotomia Ri-composta: l'evoluzione di una disciplina che insegna a costruire lo spazio, Roma, Aracne, 2012, ISBN 978-88-548-5358-4.
- (IT) Giuseppe Fallacara e Marco Stigliano, New Fundamentals of Natural Architecture (PDF), Roma, Aracne, 2014, ISBN 978-88-548-7087-1.
- Giuseppe Fallacara e C. Calabria, Lithic Tree. A Search For Natural Stereotomy, Parigi, Presses des Ponts et Chaussées, 2014, ISBN 978-2-85978-484-3.
- (IT) Giuseppe Fallacara e V. Minenna, Stereotomic Design, Catalogo mostra Stereotomic Design (PDF), Lecce, Tipografie Gioffreda Maglie, 2014, ISBN 978-88-940228-0-3.
- (IT) Giuseppe Fallacara e Ubaldo Occhinegro, Castel del Monte - Inedite indagini scientifiche, atti del primo convegno interdisciplinare su Castel del Monte, Roma, Gangemi, 2015, ISBN 978-88-492-3099-4.
- (IT) Giuseppe Fallacara e A. Iacovuzzi, U. Occhinegro, M. Stigliano, Taranto Tornata. Analisi e progetti nel cuore della città. Mostra dei lavori degli allievi della Facoltà di Architettura di Bari, Bari, Arti Grafiche Favia, 2015, ISBN 978-88-6922-056-2.
- Giuseppe Fallacara, Vers une architecture en pierre. Bureaux SNBR a Troyes 2008 - 2015, Parigi, Presses des Ponts, 2015, ISBN 978-2-85978-496-6.
- Giuseppe Fallacara, M. Ferrero e V. Minenna, Nuovi Sistemi Voltati Stereotomici: Progetto, Calcolo e Costruzione (PDF), Lecce, Edizioni Gioffreda Maglie, 2015, ISBN 9788894022889.
- Giuseppe Fallacara, Maurizio Barberio e Micaela Colella, Conoscenza e Progetto. Nuovo polo museale multifunzionale per Matera 2019, Matera, La Stamperia Liantonio, 2016, ISBN 9788897729280.
- Giuseppe Fallacara, Architectural stone elements. Research, design and fabrication, Parigi, Presses des Ponts, 2016, ISBN 978-2-85978-508-6.
- Giuseppe Fallacara, Maurizio Barberio e Micaela Colella, Con_corso di Progettazione - Learning by Designing (PDF), Roma, Aracne, 2017, ISBN 978-88-255-0408-8.
- Giuseppe Fallacara, Stereotomy 2.0 and Digital Construction Tools, Parigi, Librairie du Compagnonnage, 2018, ISBN 9782357720275.
- Giuseppe Fallacara, Spazi Green_Tosi a Taranto: de ex Cantiere Navale a nuovo Polo Culturale del Mare. Esito del Corso di Progettazione Architettonica 4A 2018‐2019, CdL in Architettura, Politecnico di Bari, Edizioni New Fundamentals Research Book, 2018, ISBN 979‐12‐200‐4850‐7.
- Giuseppe Fallacara e Marco Stigliano, Alessandro Melis. Utopic real world, invention drawings, Roma, D Editore, 2020, ISBN 8894830462.
- Giuseppe Fallacara e Marco Stigliano, Architettura e Città per i XX Giochi del Mediterraneo a Taranto. Esito del Corso di Progettazione Architettonica 4A 2019-2020, CdL in Architettura, Politecnico di Bari, New Fundamentals Research Books, 2020, ISBN 979-12-200-6665-5.
- Giuseppe Fallacara e Amerigo Restucci, Claudio D'Amato Guerrieri e la “scuola barese” di architettura. A trent’anni dall’istituzione del Politecnico di Bari e della Facoltà di Architettura, Roma, Gangemi Editore, 2020, ISBN 978-88492-3984-3.
- Giuseppe Fallacara e Vittorio Netti, Abitare Marte. Architettura oltre il pianeta Terra. Hive-Mars: progetto di un insediamento, di classe ibrida, sulla superficie marziana., Roma, Gangemi Editore, 2021, ISBN 978-884924022-1.
- Giuseppe Fallacara, Grazie alla dislessia sono diventato professore universitario: Un'autobiografia e un po' d'architettura., Edizioni Amazon Libri, 2021, ISBN 979-8512041642.
- Giuseppe Fallacara, Ilaria Cavaliere e Dario Costantino, Il Canto dell'Ofanto: Visioni per il Parco Naturale Regionale Fiume Ofanto. Esito del Laboratorio di Progettazione Architettonica IV DICAR - Politecnico di Bari - A.A. 2020/2021., New Fundamentals Research Books – Amazon libri, 2021, ISBN 979-8520507710.
- Giuseppe Fallacara, La basilica dei Santi medici di Alberobello: il completamento della cupola., Roma, Gangemi Editore, 2023, ISBN 9788849246520.
- (IT, EN) Giuseppe Fallacara e Gaz Blanco, Lithic Sensuality. Stone Architecture Photography. Giuseppe Fallacara 2016-2023. Seven years of photography by Gaz Blanco around Giuseppe Fallacara's research on steretomic design., New Fundamentals Research Group, 2023, ISBN 9791221047745.